# Risnefjorden
Risnefjorden er en fjordarm i den ydre del af Sognefjorden i Gulen kommune i Vestland fylke i Norge. Fjorden strækker sig omtrent seks kilometer mod syd fra fjordåbningen, som ligger mod nord.
Langs østsiden af fjorden ligger kommune, som går til Ytre Oppedal, hvorfra der går færge over Sognefjorden til Lavik. På vestsiden ligger Fylkesvei 1. 
I april 1945 blev skibnet «Inger Seks», som var rekvireret af de tyske okkupationsstyrker i Norge, sænket af britiske fly mens det lå i Risnefjorden.